# Середина (Україна)
Сере́дина — село в Україні, в Яворівському районі Львівської області. Населення становить 273 особи. Орган місцевого самоврядування - Яворівська міська рада.
Празник - 18 серпня

## Населення

### Мова
Розподіл населення за рідною мовою за даними :
| Мова       | Кількість | Відсоток |
| ---------- | --------- | -------- |
| українська | 272       | 99.63%   |
| російська  | 1         | 0.37%    |
| Усього     | 273       | 100%     |